# São Francisco do Glória
São Francisco do Glória é um município brasileiro do Estado de Minas Gerais. Sua população recenseada 2022 era de 4 800 habitantes.

## Etimologia
O topônimo é composto de dois nomes. São Francisco refere-se a Francisco de Assis e Glória é uma alusão ao Rio Glória.

## História
Os primeiros habitantes do Vale do Glória foram os índios Guarutabas. Nos fins do século XVIII, com a decadência da mineração, famílias marianenses migraram para o leste em busca de terras férteis. Entre eles, estava o capitão Constantino José Pinto, que fundou a aldeia de São Paulo do Muriaé. Alguns migrantes atingiram as terras franciscanas e fundaram um arraial.A 4 de junho de 1858, a paróquia de São Francisco de Assis foi criada. O primeiro terreno para o povoado foi doado por Joaquim Carlos Pereira. Em 1865, homens foram recrutados na localidade para a Guerra do Paraguai.
No dia primeiro de março de 1953 na vila de São Francisco do Glória, até então Distrito da cidade de Carangola um elevado número de pessoas de real valor, fazendeiros, proprietários, comerciantes, funcionários (sic) públicos e operários instalaram uma assembleia com o objetivo de emancipar a vila, abrindo a mesma o vereador Lacordaire de Souza Azevedo, que convidou para presidir a mesma o Juiz de Paz, José dos Santos Martins de Paiva, que convidou para secretariá-la, o escrivão de paz dessa Vila, Francisco de Souza Azevedo. No dia 12 de dezembro de 1953,São Francisco do Glória é elevado a cidade,e teve seu primeiro prefeito: Joaquim Antônio Moreira, também construtor da Usina Hidrelétrica no Rio Glória.

## Comarca
O município de São Francisco do Glória pertence à Comarca de Carangola.